# James Schön
James Frederick Schön (* 1803 in Oberweiler, heute Badenweiler, als Jacob Friedrich Schön; † 30. März 1889 in Chatham) war ein deutscher Missionar und Sprachwissenschaftler. Schön erstellte erstmalig eine Grammatik der Hausa-Sprache, eine der am häufigsten gesprochenen Sprachen Westafrikas. Er nahm auch an der Niger-Expedition von 1841 teil, bei der die meisten europäischen Teilnehmer verstarben, die er selbst aber überlebte. Ein weiterer Teilnehmer dieser Expedition war Samuel Ajayi Crowther, der später der erste dunkelhäutige Bischof wurde, die Grammatiken der Sprachen der Yoruba und der Igbo festhielt und, wie Schön, die Bibel in diese Sprachen übersetzte.
Nach dem Besuch des Basler Seminars besuchte Schön das Church Missionary Society College in London; 1832 wurde er zum Priester geweiht und ging sofort nach Sierra Leone. Er blieb bis 1853 in der Church Missionary Society tätig.
Im Jahr 1854 wurde er als britischer Staatsbürger eingebürgert.
Er wurde zu einem Experten der Hausa-Sprache und gilt als der Verfasser des ersten christlichen Textes in Hausa, als er 1843 das Vaterunser übersetzte. 1884 wurde ihm die Ehrendoktorwürde der Universität Oxford verliehen.

## Familie
Seine erste Frau war Anne Elizabeth Nyländer, die Tochter von Gustavus Nyländer, einem anderen Missionar und Sprachwissenschaftler. Sie hatten eine Tochter, Annie Catherine, die einen CMS-Missionar namens Edward Thomas Higgens heiratete.
Seine zweite Frau war Cordelia Jackson Irwine; später heiratete er Elizabeth Catherine Drake, die Witwe von James White, einem weiteren CMS-Missionar. Er und Elizabeth hatten neun Kinder und nahmen auch mehrere andere Kinder auf, darunter Sarah Forbes Bonetta.

## Veröffentlichungen
- Translations of seven Parables and Discources of our Lord Jesus Christ into the Sherbro Language of West Africa (1839)
- Journal of the Niger Expedition (1842)
- Vocabulary and Elements of Grammar of the Haussa Language (1843)
- Translations of Genesis, Exodus, the Gospels, and the Acts of the Apostles into the Hausa Language (1857–1861)
- Grammar of the Haussa Language (1862)
- Dictionary of the Hausa Language (1876)
- Vocabulary of the Mende language (1884)[5]
- Magana Hausa: Hausa Stories and Fables (1885)[6]

Seine Veröffentlichungen werden in der Universität von Birmingham archiviert.